# Ignacio Beteta Quintana
Ignacio María Beteta Quintana (Hermosillo, Sonora; 23 de octubre de 1898-Ciudad de México, 31 de agosto de 1988) fue un militar, arquitecto, académico, profesor, deportista ecuestre, pintor, diplomático y político mexicano. 
Participó en la Revolución mexicana en el Ejército Constitucionalista. Se desempeñó como jefe del Estado Mayor Presidencial de 1934 a 1939 y como secretario de Educación Pública de 1939 a 1940 durante la presidencia de Lázaro Cárdenas. Fue un deportista ecuestre de talla nacional. Trabajó como catedrático en su alma mater, la Universidad Nacional Autónoma de México. En sus últimos años fue un pintor cuyos trabajos fueron expuestos a nivel internacional.

## Biografía
Fue hijo de Enrique Beteta Méndez y de su esposa, Sara Quintana Oviedo. Hermano mayor de Ramón Beteta Quintana, secretario de Hacienda y Crédito Público con Miguel Alemán Valdés y padre de Óscar Ignacio, Mario Ramón, Sara María y Armando Federico, todos Beteta Monsalve. 
Asimismo, fue padre de Enrico Juan, Ramón Ignacio y Fernando Alberto, apellidados Beteta Sorgato. Su hijo Mario Ramón Beteta, fue secretario de Hacienda, director general de PEMEX y gobernador del Estado de México.

### Primeros años
Estudió arquitectura en la Academia de San Carlos. Sus maestros fueron el Dr. Atl, Germán Gedovius, Saturnino Herrán y Eduardo Solares Gutiérrez. Abandonó sus estudios y participó activamente en la Revolución Mexicana. De 1914 a 1920 intervino en más de 50 combates, al lado del Primer Jefe del Ejército Constitucionalista Venustiano Carranza, a quien acompañó hasta el día de su asesinato, en la Hacienda de Tlaxcalantongo, Puebla. Participó en la Batalla de El Ébano en San Luis Potosí. Al término de la Revolución fue secretario Particular del General Joaquín Amaro Domínguez. En el Ejército Mexicano, alcanzó el grado de General de División.

### Carrera deportiva
En 1928 fue campeón nacional de salto de obstáculos a caballo dentro del ejército y un jinete de talla mundial. De 1928 a 1932 instructor de equitación del Colegio Militar y de la Escuela Politécnica de Guatemala, Centroamérica. De 1939 a 1942, Director Nacional de Educación Física y Premilitar. Fue el primer Presidente de la Federación Ecuestre Mexicana y miembro de la actual Federación Mexicana de Charrería. Presidente de la Confederación Deportiva Mexicana y Presidente de la Federación Mexicana de Polo.
Fue condecorado por los gobiernos de Guatemala, Ecuador, Panamá, Colombia, Chile y Perú. El gobierno mexicano le otorgó la especial del "Mérito Deportivo Militar".

### Carrera política

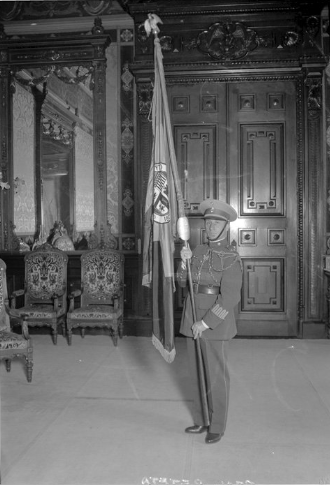
Beteta Quintana portando una bandera en el Castillo de Chapultepec.

Fue Embajador Extraordinario y Plenipotenciario ante los gobiernos de Ecuador, Panamá, Colombia, Chile y Perú.
Fue Jefe del Estado Mayor Presidencial de 1934 a 1939, y del 23 de enero de 1939 al 30 de noviembre de 1940, Director del Departamento Autónomo de Educación Física y posteriormente Comandante del 21.º Regimiento de Caballería en Municipio de Teotihuacán con el presidente Manuel Ávila Camacho, y director general de la Industria Militar de 1946 a 1952, con Miguel Alemán Valdés. En 1948, fue Jefe de la Misión Olímpica Mexicana que compitió en los Juegos Olímpicos de Londres 1948, donde México obtuvo varias medallas. Fue miembro activo tanto de la Sociedad Mexicana de Geografía y Estadística como del Comité Olímpico Mexicano. Fungió hasta el día de su fallecimiento como Presidente de Honor Vitalicio de la Asociación Nacional Automovilística (ANA).

### Pintor

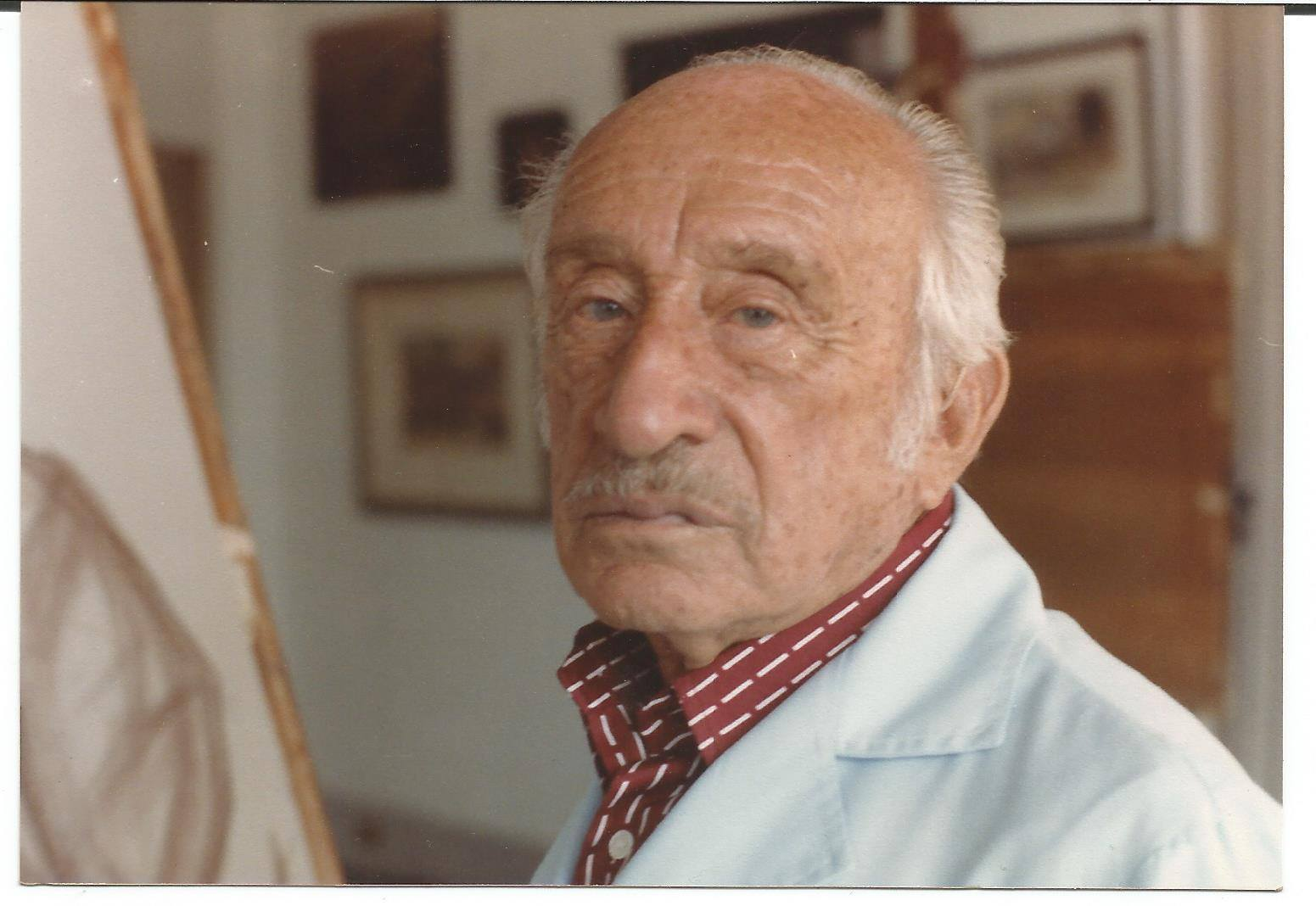
Beteta Quintana en 1980.

A partir de 1952 se dedicó de lleno a la pintura, especialmente a la acuarela, y llevó a cabo más de un centenar de exposiciones en México y alrededor del mundo.
Enseñó pintura en la Escuela de Arquitectura de la Universidad Nacional Autónoma de México (UNAM), en el Instituto de Arte de México y en la Escuela de Verano de Acapulco. Tuvo notoria influencia en la obra de Ignacio Barrios y de otros destacados artistas mexicanos a quienes invitaba a pintar a su estudio y a sus giras por la provincia.
Ilustró y publicó varios libros y colaboró en diarios y revistas de México, Italia y Estados Unidos. Su obra plástica es reconocida mundialmente y forma parte de importantes colecciones particulares y de reconocidos museos. Embajada de México en Canadá, Ottawa; Embajada de México en EUA, Washington; Museo del Vaticano, sala de Arte Moderno; Pinacoteca del Palacio Presidencial Yakarta, Indonesia; Galería de la Casa Blanca, Washington; museos de arte de Belgrado, Serbia; de Tel Aviv, Israel; de Hiroshima, Japón; y el de la Acuarela en México, entre otros.

### Fallecimiento
Falleció el 31 de agosto de 1988 en la Ciudad de México. Sus restos mortales fueron cremados y descansan en una cripta de la iglesia de la Covadonga en la Ciudad de México.